# Centre de commandement intégré (Côte d'Ivoire)
Pour les articles homonymes, voir CCI.
Le Centre de commandement intégré (CCI) en Côte d'Ivoire est une structure de sortie de crise créée par l'accord politique de Ouagadougou. Il est composé paritairement d’officiers des Forces de défense et de sécurité de Côte d’Ivoire (FDS-CI), et ceux des Forces armées des forces nouvelles (FAFN).

## Missions
Le Centre de commandement intégré est chargé notamment d’unifier les forces armées ivoiriennes, de mettre en œuvre le programme de désarmement, démobilisation et réinsertion (DDR) et de sécuriser le processus de sortie de crise. À ce titre, il œuvre à assurer la sécurité des opérations d’identification des populations et celle des élections, à mettre en place des unités mixtes composées de militaires issus des Forces républicaines de défense et de sécurité ainsi que des Forces armées des forces nouvelles. Il veille également à garantir la libre circulation des biens et des personnes sur l’ensemble du territoire ivoirien.
Commandé par le colonel-major Nicolas Kouakou, il voit cohabiter le chef d'état-major des FDS-CI Philippe Mangou et celui des FAFN Soumaila Bakayoko.

## Histoire
Suscitant de grands espoirs lors de sa création en 2007, il déçoit rapidement. Des patrouilles mixtes FDS-CI/FAFN sont mises en place en 2009, mais les soldats ne quittent quasiment pas leurs casernes. En septembre 2009, seulement 400 gouvernementaux et 100 rebelles sont déployés sur les 8 000 hommes, dont la moitié de rebelles, prévus dans l'accord. Le CCI participe néanmoins à la sécurisation du territoire, notamment lors de l'élection présidentielle de 2010.
Les forces rebelles et l'armée gouvernementale seront fusionnées après la défaite Laurent Gbagbo et l'arrivée au pouvoir d'Alassane Ouattara en 2011. Le CCI a permis aux rebelles et aux gouvernementaux de travailler ensemble, même si cette collaboration disparait après le second tour de l'élection présidentielle.